# Дусметово
Дусметово (баш. Дүсмәт) — деревня в Благоварском районе Республики Башкортостан Российской Федерации. Входит в состав Кучербаевского сельсовета. 

## География

### Географическое положение
Расстояние до:
- районного центра (Языково): 38 км,
- ближайшей ж/д станции (Благовар): 45 км.

## Население
| 2002 | 2009 | 2010 |
| ---- | ---- | ---- |
| 28   | ↗110 | ↘33  |

Согласно переписи 2002 года, преобладающая национальность — башкиры (100 %).